# Markus Silbersteins fabrik
Markus Silbersteins fabrik (polsk Fabryka Markusa Silbersteina) ligger ved Piotrkowska-gaden 248/250 i Łódź.
Fabrikken blev bygget i 1896 efter tegninger af Adolf Zeligson. Den er i dag et af de mest interessante eksempler på 1800-tallets industriarkitektur i Łódź.
Efter 2. verdenskrig blev fabrikken nationaliseret. I dag huser den indkøbsscenteret «Piotrkowska 250».
51°45′5.99″N 19°27′39.34″Ø / 51.7516639°N 19.4609278°Ø